# Bentall 5
Bentall 5 (známý také jako Five Bentall Centre) je mrakodrap v kanadském Vancouveru. Má 33 pater a výšku 141 metrů.
Budova byla postavena ve dvou etapách. Ta první probíhala v letech 2001 a 2002 a bylo dokončeno prvních 22 pater. Druhá etapa probíhala v letech 2005 - 2007.